# Arycanda benguetana
Arycanda benguetana là một loài bướm đêm trong họ Geometridae.